# Nemoria associaria
Nemoria associaria är en fjärilsart som beskrevs av Barnes och Mcdunnough 1917. Nemoria associaria ingår i släktet Nemoria och familjen mätare. Inga underarter finns listade i Catalogue of Life.